# Picatrix
Picatrix è un'opera in lingua latina di fondamentale importanza per l'occultismo astrologico del Tardo Medioevo e del Rinascimento.
Si tratta di un libro tradotto dall'arabo nella Spagna dell'XI secolo. Il titolo originale è Gāyat-al-hakīm, cioè il fine del saggio, scritto da Abū- Maslama Muhammad ibn Ibrahim ibn 'Abd al-da'im al-Majrītī , oriundo di Cordova morto nel 1007-8 d.C.
In base ai manoscritti latini l'opera risulta tradotta de arabico in hispanicum nel 1256 sotto il regno di Alfonso X di Castiglia, detto el Sabio. 
Il Picatrix latino ebbe un'enorme diffusione durante tutto il Rinascimento: una copia del Picatrix era presente nella biblioteca del mago Cornelio Agrippa, ma anche del dotto Pico della Mirandola così come del pio Marsilio Ficino.
Il Picatrix non venne mai stampato, ma ebbe una grande diffusione manoscritta nel corso del XV e XVI secolo.
Il libro contiene elenchi di immagini magiche nonché consigli pratici di magia, espressi nella cornice filosofica dell'ermetismo.
«Questo trattato è dunque diviso in quattro libri e alcuni di essi sono, a loro volta, divisi in parti».
Una traduzione dal latino in volgare fu opera del veneziano Gianbattista Anesio che nel "1620 era cappellano delle monache di S.Martino di Murano e tradusse il libro del filosofo ebreo Giovanni Picatrix, delle immagini, nelle quali si contengono i fiori dell'arte antica". Il codice su cui fu fatta questa versione era in pergamena e insieme al manoscritto era conservato alla Biblioteca Cesarea di Vienna.
Nel 2004 è stata pubblicata una traduzione critica in lingua italiana a cura dello studioso e orientalista Alberto Fratini della sezione del Picatrix relativa ai rituali astrali.

## Contenuto
Dopo un'introduzione contenente idee di carattere filosofico che ricalcano quelle espresse anche in altri trattati appartenenti alla tradizione ermetica, quali il Pimandro e l'Asclepio (processione neoplatonica della realtà dall'Uno, continuità di spirito e materia), l'autore del Picatrix passa ad esaminare nei primi due libri l'arte di creare talismani a partire da una serie di immagini di cui propone un dettagliato elenco.
Nel terzo libro l'autore discute della corrispondenza di pietre, animali e piante con i vari pianeti, segni dello zodiaco e parti del corpo umano. Il libro contiene anche formule per invocare gli spiriti dei vari pianeti. Anche il quarto libro tratta di simili argomenti e termina con una serie di preghiere rivolte ai pianeti.

## Riferimenti nel mondo letterario
- Il manoscritto è al centro delle vicende del romanzo Picatrix. La scala per l'inferno di Valerio Evangelisti, nonché citato in episodi successivi della saga letteraria dell'inquisitore Nicolas Eymerich.
- Picatrix è il nome di un immaginario circolo esoterico inserito da Umberto Eco nel suo romanzo Il pendolo di Foucault.